# 津巴布韦历史
先于独立之前，津巴布韦国家的名称有很多：罗德西亚，南罗德西亚和津巴布韦罗德西亚。英国于1980年4月18日给予津巴布韦独立。21世纪以来，津巴布韦的经济持续恶化。

## 殖民前（1000年－1887年）
在公元3—5世纪，操班图语的人抵达津巴布韦。在东南津巴布韦发现有早期铁器的使用。7世纪，属于班图西支的陶器在东北津巴布韦发现。直到10世纪，从林波波河南部而来的绍纳人抵达。绍纳人的一支方言卡兰加（Kalanga）在津巴布韦高原上建立一系列国家。马蓬古布韦王国是其中第一个王国，直到第一支欧洲探险者到来之前。他们从事黄金，象牙，铜交易，用于购买布和玻璃。从大约1250年到1450年，马蓬古布韦王国逐渐被津巴布韦王国所取代。
绍纳文明的强盛在19世纪时迈入尾声，1837年时，绍纳人被属于祖鲁族的恩德贝勒人（Ndebele）征服。

## 殖民时期（1888年－1965年）
1888年，随着英属南非公司的成立，英国人来到这里。罗德西亚取得林波波河和坦噶尼喀湖之间的土地，并称为赞比西亚。1895年，采用罗德西亚这个名字。
1896年到1897年，绍纳人和恩德贝勒人开始武力反抗英国的殖民统治，爆发津巴布韦第一次解放战争。
1911年，南罗德西亚和北罗德西亚分开，北面就是现今的赞比亚。
在1922年的公投之后，1923年10月，南罗德西亚成为英属自治殖民地。在第二次世界大战期间，罗德西亚人为英国提供军事服务。主要在东非战役中与意属东非的轴心国作战。
1953年，英国将南北罗德西亚组成联邦，后于1963年解散。
1965年11月，南罗德西亚总理伊安·史密斯（Ian Smith）单方面宣布该国脱离英国的管辖独立，成立羅德西亞共和國，但这份声明并不受境内大部分由北罗德西亚与尼亚萨兰所控制的黑人族群所认可。负责托管这地区的英国声称此独立宣言是种叛乱行为不予承认，但也没有实际使用武力来恢复控制权。

## 独立和20世纪80－90年代
在1966年至1968年的国际斡旋工作失败后，英国要求联合国对罗德西亚进行经济制裁，但一意孤行的白人政权仍然在1970年时宣布成立共和国政体，也没有获得任何国际上的承认。
1980年举行有史以来第一次选举，结果黑人罗伯特·穆加贝获得胜利。
1980年4月18日津巴布韦共和国正式独立建国。之后穆加贝连续赢得多次竞选，一直持续执政至2017年。
在1980年代，約2萬恩德貝勒人遭到穆加贝手下「第五旅」屠殺。

## 21世纪
穆加贝通过暴力从白人土地没收。此举造成境内大量白人农民出走，糧食產量大減，经济陷入混乱，並發生饑荒。
2008年大选投票在平静的气氛中和平落幕，最大反对党民主改革运动党（MDC）的茨万吉拉伊第一轮投票的得票率领先穆加贝，但茨万吉拉伊的得票率未达半数，因此于6月27日举行次轮选举，但茨万吉拉伊退选，最终穆加贝胜出。
另外，津巴布韦通货膨胀达到令人瞠舌的地步。该国不得不停用本国货币，采用邻国货币和美元，或者回到原始的物物交易。